# شیار ۱۴۳
شیار ۱۴۳ فیلمی به کارگردانی و نویسندگی نرگس آبیار و تهیه‌کنندگی ابوذر پورمحمدی و محمدحسین قاسمی محصول سال ۱۳۹۲ است.
همچنین رمانی با همین نام به قلم خود نرگس آبیار توسط انتشارات سورهٔ مهر به چاپ رسیده است. نرگس آبیار فیلمنامهٔ اصلی شیار ۱۴۳ را از خاطره‌ای با نام شیار ۱۴۳ از کتاب تفحص نوشتهٔ حمید داودآبادی اقتباس کرده است.
در متن فیلم، شیار ۱۴۳ یکی از محدوده‌هایی است که در منطقه جنگی؛ برای مین یابی و یافتن پیکر شهدا در جنگ مورد تفحص و کاوش قرار می‌گیرد. فیلم شیار۱۴۳ مورد استقبال طیف‌های مختلف مردم قرار گرفت و نیز در بیش از ۳۰ جشنواره بین‌المللی حضور یافت و ۱۶ جایزه بین‌المللی دریافت کرد.

## خلاصه داستان
پسری جوان به جبهه رفته است. مادر او در نبود پسرش روزهای تلخی را می‌گذراند و منتظر است او روزی از جبهه بازگردد.

## بازیگران
- مریلا زارعی در نقش الفت
- مهران احمدی در نقش سید علی بمان
- گلاره عباسی در نقش فردوس
- جواد عزتی در نقش شاهرخ
- زهرا مرادی در نقش آهی جان
- یدالله شادمانی در نقش تلفنچی
- سامان صفاری در نقش یونس
- محیا دهقانی در نقش مریم
- علی نفیسی در نقش فرمانده بسیج
- حسام بیگدلو در نقش مصاحبه‌گر

## دیدگاه منتقدان
حسین عیدی‌زاده:
«شیار ۱۴۳» فیلمی جذاب است که برخلاف بسیاری از فیلم‌های جشنواره فقط شروع نمی‌شود، بلکه میانه دارد و به شکلی درخور به پایان می‌رسد. این انسجام مدیون فیلمنامه آبیار است که برای لحظه‌ای از شخصیت الفت دور نمی‌شود و در همه جا او را دنبال می‌کند (کاش آن یک صحنه رؤیا دیدن شخصیت جواد عزتی نبود و آنچه را پسر الفت در خواب به او می‌گوید، فقط می‌شنیدیم) و همین برگ برنده فیلم است.
یزدان سلحشور:
فیلمی که به راحتی می‌توانست با روایتی سرراست و خطی و ایده‌ای که بارها و بارها سینما و تلویزیون ایران سراغش رفته‌اند، بدل به یکی از بی‌رمق‌ترین فیلم‌های جشنواره شود اما انتخاب بهترین شیوه روایت این قصه و چاشنی کردن طنز و کُنش‌مندی دیالوگ‌های ساده اما مؤثر، فیلم را به یکی از بهترین فیلم‌های ۳۰ سال اخیر سینمای ایران بدل کرد.
علی‌رضا حسن‌خانی:
شیار ۱۴۳ نشان می‌دهد علی‌رغم ادعای بزرگان و بودجه‌های چندین میلیاردی که برای فیلم‌های‌شان از نهادهای دولتی می‌گیرند، جوانانی در گوشه‌وکنار این خاک هستند که قابلیت‌ها و ایده‌های‌شان در فیلم‌سازی از خیلی از این کارگردان‌های به اصطلاح «کاربلد» بیش‌تر است و با بودجه‌هایی به مراتب کم‌تر، فیلم‌های بسیار بهتری درست می‌کنند.

## جوایز

### سی و دومین دوره جشنواره فیلم فجر
| قسمت                          | نامزد                                             | نتیجه    |
| ----------------------------- | ------------------------------------------------- | -------- |
| بهترین فیلم                   | محمدحسین قاسمی و ابوذر پورمحمدی                   | نامزدشده |
| بهترین بازیگر نقش اول زن      | مریلا زارعی                                       | برنده    |
| بهترین موسیقی متن             | مسعود سخاوت‌دوست                                   | نامزدشده |
| بهترین چهره‌پردازی             | سودابه خسروی                                      | نامزدشده |
| بهترین صدای فیلم              | کامران کیان ارثی (صدابردار) و آرش قاسمی (صداگذار) | نامزدشده |
| جایزه ویژه هیئت داوران        | نرگس آبیار                                        | برنده    |
| بهترین فیلم از نگاه تماشاگران | محمدحسین قاسمی و ابوذر پورمحمدی                   | برنده    |